# ハイリー・センシティブ・パーソン
ハイリー・センシティブ・パーソン（英語: highly sensitive person、HSP）は、環境感受性あるいはその気質・性格的指標である感覚処理感受性が極めて高い人たちに名付けた、エレイン・アーロンが1996年に表した一般書で提唱した心理学上の概念である。心理学の概念として確立したものではなく、精神医学上の概念でもない。

## 概要
環境感受性とは、ポジティブおよびネガティブな環境刺激に対する処理や登録の個人差を表す特性的概念である。したがって、環境感受性が高い個人であるHSPは、環境感受性が低い人と比べて、ポジティブな環境から良い影響を受けやすく、ネガティブな環境から悪い影響を受けやすい。環境感受性は誰もがもつ普遍的な特性であり、その程度は正規分布することが示唆されている。 
HSPはDSMに指定はされてはおらず、心理学上の概念であり精神医学上の概念ではない。HSPの概念は、最初の査読プロセスを経る前にエレイン・アーロンが1996年に表した一般書『The Highly Sensitive Person』(ISBN 0553062182) で広く知られたことから、HSPは単なる自己啓発で通俗心理学のアイディアであると考える者もいた。現在、HSPが既存のビッグファイブにおける性格特性の要素（外向性や神経症傾向など）から独立した概念ではないとして疑問視し、HSPが独自の概念であると立証するためには更なる研究が必要とする考えもある。2018年に発表された研究によると、HSPの感度には低・中・高の3種類の分類があり、ビッグファイブの外向性や神経症傾向、感情反応性の違いで、感受性レベルが決定されることが示された。

## 環境感受性とその規定因子
これまで環境に対する被影響性の個人差を説明する枠組みが複数提唱されてきた。例えば、ジェイ・ベルスキーによって提唱された'''差次感受性理論'''、トーマス・ボイスとブルース・エリスによって提唱された生物感受性理論、そしてエレイン・アーロンとアーサー・アーロンによって提唱された概念である感覚処理感受性が挙げられる。それらの理論や概念は、自然選択の原理により、ポジティブおよびネガティブな環境刺激に対する感受性には個人差があることを説明している。 
2015年にMichael Pluessは、これらの感受性理論を統合した新たな枠組みとして、環境感受性理論を提案した。上述のとおり、環境感受性は、ポジティブおよびネガティブな環境や経験に対する処理や登録の個人差を表す心理学的な構成概念である。神経感受性仮説によれば、環境感受性は、感受性に関わる遺伝子と、早期の環境の交互作用によって形成された中枢神経系の敏感さを反映するとされる。環境感受性に関する研究では、客観的に観察することが可能な3つのマーカーをもとに、環境感受性の個人差を測定している。3つの指標とは、(1）感受性遺伝子、(2）神経生理的反応性、(3）気質・性格、である。

## 感覚処理感受性（気質・性格的側面の環境感受性）

### 感覚処理感受性の定義
感覚処理感受性は、心理社会的・物理的な環境刺激に対する中枢神経系の感受性の高まりにかかわる気質もしくは性格を表す構成概念である。感覚処理感受性の高さは、次のように特徴づけられる。これらの特徴は頭文字をとってDOES（ダズ）と呼ばれることがある。HSPは、DOESで特徴づけられる感覚処理感受性が極めて高い人たちのことを表す。
1. 認知的処理の深さ（英語: grater depth of information processing）、
2. 刺激に対する圧倒されやすさ（英語: greater ease of overstimulation）、
3. 情動的な反応性や共感性の高まりやすさ（英語: increased emotional reactivity and empathy）、
4. ささいな刺激に対する気づきやすさ（英語: greater awareness of environmental subtleties）。

### 感覚処理感受性の測定
感覚処理感受性は、ビッグファイブのような他のパーソナリティ特性のように、質問紙法（心理尺度）を用いて測定される。英語版には、1996年に作成された27項目版のHSP尺度がある。 このHSP尺度は、もともと1因子で構成される尺度として作成されたが、のちの研究で3因子構造が抽出され、現在ではこの構造が主流となっている。3因子は易興奮性、低感覚閾、美的感受性である。易興奮性は、外的あるいは内的な刺激に対する圧倒されやすさ、低感覚閾は、ささいな外的刺激に対する感受性の高さ、美的感受性は、音楽や芸術などの美的な刺激に対する影響の受けやすさを表す。とくに易興奮性と低感覚閾は、ネガティブな環境刺激に対する感受性を表し、美的感受性は、ポジティブな環境刺激に対する感受性を表す。より最近の研究では、この3因子構造に加えて、すべての項目に関与する一般感受性因子を想定した二因子構造が支持されている。

### 感覚処理感受性を測定するための心理尺度
これまでに感覚処理感受性を測定するための心理尺度がいくつか作成されている。一つは、上述の27項目版のHSP尺度である。日本語版は、19項目版と10項目版があり、大学生年代以降を対象にしている。子どもを対象にする場合には12項目版と21項目版の『Highly Sensitive Child』(HSC) 尺度が用いられる。日本語版は11項目の青年期前期用と12項目の児童期用がある。以下に、日本語10項目版の尺度項目の一例を示す。カッコ内は、項目と対応する下位尺度を表す。回答方法は、まったくあてはまらない（1点）、ほとんどあてはまらない（2点）、あまりあてはまらない（3点）、どちらともいえない（4点）、ややあてはまる（5点）、かなりあてはまる（6点）、非常にあてはまる（7点）の7段階で自己評定する。
- 強い刺激に圧倒されやすいですか？（易興奮性）
- 大きな音や雑然とした光景のような強い刺激がわずらわしいですか？（低感覚閾）
- 微細で繊細な香り・味・音・芸術作品などを好みますか？（美的感受性）

## HSPを題材として書かれた主な著書

### エレイン・アーロン
- 『The Highly Sensitive Person』(ISBN 0553062182)
  - 『ささいなことにもすぐに「動揺」してしまうあなたへ。』講談社、2000年12月1日。ISBN 4062105357。
  - 『敏感すぎる私の活かし方』パンローリング、2020年8月11日。ISBN 4775942379。改訳版。
- 『The Highly Sensitive Person in Love』(ISBN 0767903366)
  - 『ひといちばい敏感なあなたが人を愛するとき』青春出版社、2020年9月19日。ISBN 4413231694。
- 『The Highly Sensitive Parent』(ISBN 0806540583)
  - 『ひといちばい敏感な親たち』パンローリング、2020年11月16日。ISBN 4775942409。
- 『The Highly Sensitive Child』(ISBN 9780767908726)
  - 『ひといちばい敏感な子』青春出版社、2021年3月23日。ISBN 4413231996。
- 『The Undervalued Self』(ISBN 0316066990)
  - 『自分を愛せるようになる 自己肯定感の教科書』CCCメディアハウス、2021年12月1日。ISBN 4484211122。
- 『The Highly Sensitive Person's Workbook』（ISBN 0767903374）
  - 『ひといちばい敏感な人のワークブック』青春出版社、2023年3月22日。ISBN 4413113934。
- 『Psychotherapy and the Highly Sensitive Person』（ISBN 0415800749）

### テッド・ゼフ
- 『The Highly Sensitive Person's Companion』（ISBN 1572244933）
  - 『繊細で生きにくいあなたへ』講談社、2007年10月23日。ISBN 4062141027。
- 『The Highly Sensitive Person's Survival Guide』（ISBN 9781572243965）
- 『The Strong, Sensitive Boy』（ISBN 0966074521）

### バリー・ジェーガー
- 『Making Work Work for the Highly Sensitive Person』（ISBN 9780071441773）

### 学術論文
- Aron, Elaine; Aron, Arthur (1997). “Sensory-Processing Sensitivity and Its Relation to Introversion and Emotionality”. Journal of Personality and Social Psychology 73 (2):  345-368. doi:10.1037/0022-3514.73.2.345.
- Bruch, M.; Gorsky, J.; Cullins, T.; Berger, P. (1989). “Shyness and Sociability Reexamined: A Multicomponent Analysis”. Journal of Personality and Social Psychology 57 (5):  904-15. doi:10.1037/0022-3514.57.5.904.
- Deo, P.; Singh, A. (1973). “Some Personality Correlates without Awareness”. Behaviorometric 3:  11-21.
- Gough, H., & Thorne, A., "Positive, negative, and balanced shyness: Self-definitions and the reactions of others" in Shyness: Perspectives on Research and Treatment ISBN 0-306-42033-3.
- Higley, J., & Suomi, S. "Temperamental Reactivity in Non-Human Primates" in Temperament in Childhood ed. Kohnstramm, G., Bates, J., and Rothbart, M. (New York: Wiley, 1989), 153-67.
- Kagan, J.; Reznick, J.; Snidman, N. (1988). “Biological Bases of Childhood Shyness”. Science 240 (4849):  167-71. doi:10.1126/science.3353713. PMID 3353713.
- Thorne, A. (1989). “The Press of Personality: A Study of Conversations Between Introverts and Extraverts”. Journal of Personality and Social Psychology 53:  713-26. doi:10.1037/0022-3514.53.4.718.
- Raleigh, M.; McGuire, M.; Brammer, GL; Yuwiler, A (1984). “Social and Environmental Influences on Blood Serotonin and Concentrations in Monkeys”. Archives of General Psychiatry 41 (4):  181-90. doi:10.1001/archpsyc.1984.01790150095013. PMID 6703857.
- Revelle, W.; Humphreys, M.; Simon, L.; Gilliland, K. (1980). “Interactive Effect of Personality, Time of Day, and Caffeine: A Test of the Arousal Model”. Journal of Experimental Psychology General 109 (1):  1-13. doi:10.1037/0096-3445.109.1.1. PMID 6445402.
- Zumbo, B.; Taylor, S. (1993). “The Construct Validity of the Extraversion Subscales of the Meyers-Briggs Type Indicator”. Canadian Journal of Behavioral Science 25 (4):  590-604. doi:10.1037/h0078847.
- Belsky, J.; Pluess, M. (2009). “Beyond Diathesis-Stress: Differential Susceptibility to Environmental Influences”. Psychological Bulletin 135 (6):  885-908. doi:10.1037/a0017376. PMID 19883141.

### 単行本
- Aron, Elaine. 1996. The Highly Sensitive Person: How to Thrive When the World Overwhelms You, ISBN 0-553-06218-2.
- Aron, Elaine. 1999. The Highly Sensitive Person's Workbook. ISBN 0-7679-0337-4.
- Aron, Elaine. 2000. The Highly Sensitive Person in Love. ISBN 0-7679-0336-6.
- Aron, Elaine. 2002. The Highly Sensitive Child. ISBN 0-7679-0872-4.
- ed. Bates, J. and Wachs, T. Temperament: Individual Differences in the Biological Aspects of Temperament. ISBN 1-55798-222-8.
- Cain, Susan. 2012. Quiet: The Power of Introverts in a World That Can't Stop Talking. ISBN 0-307-35214-5.
- Mesich, Kyra. 2000. The Sensitive Person's Survival Guide. ISBN 0-595-09800-2.
- Mandel, Debra. 2003. Healing the Sensitive Heart. ISBN 1-58062-708-0.
- Jaeger, Barrie. 2004. Making Work Work for the Highly Sensitive Person. ISBN 0-07-140810-X.
- ed. Wachs, T., and King, B. Behavioral Research in the Brave New World of Neuroscience and Temperament. ISBN 1-55798-222-8.
- Zeff, Ted. 2004. The Highly Sensitive Person's Survival Guide. ISBN 1-57224-396-1.